# Zielony Kąt
Zielony Kąt – wieś w Polsce położona w województwie lubelskim, w powiecie ryckim, w gminie Nowodwór.
W latach 1975–1998 miejscowość należała administracyjnie do ówczesnego województwa lubelskiego.
Wieś jest sołectwem w gminie Nowodwór. Według Narodowego Spisu Powszechnego z roku 2011 wieś liczyła 70 mieszkańców.
Wierni Kościoła rzymskokatolickiego należą do parafii św. Wojciecha w Nowodworze.